# Dan Pippin
Dan Luther Pippin (Saint Louis, 20 oktober 1926 – Mexico, 1 april 1965) was een Amerikaans basketballer. Hij won met het Amerikaans basketbalteam de gouden medaille op de Olympische Zomerspelen 1952.
Pippin speelde voor het team van de Universiteit van Missouri en de Peoria Caterpillars. Tijdens de Olympische Spelen speelde hij 8 wedstrijden, inclusief de finale tegen de Sovjet-Unie. Gedurende deze wedstrijden scoorde hij 54 punten.
Na zijn carrière als speler was hij werkzaam in de verzekeringsindustrie.